# 一夜惊喜
《一夜惊喜》（英語：One Night Surprise）是由寰亚电影、华夏视听、萌影画联合出品，金依萌编剧并执导的中国首部性感喜剧片，也是继2009年的《非常完美》后她导演的第二部作品。范冰冰、李治廷、吴佩慈、蒋劲夫及黎明领衔主演。题材涉及一夜艳遇、办公室恋情、未婚生子、姐弟恋等多个社会话题。中国于2013年8月9日上映。

## 剧情
米雪是一家广告公司的大龄单身的创意总监。某日单身很久的她发现自己竟然怀孕了，而一个月前出现在她生日聚会上的每个男人都有嫌疑。在恋爱高手、闺蜜林薇薇的分析下，米雪决定为肚中孩子找到生父，于是她锁定了四个当晚和酒醉的自己最有可能亲密接触的男人，开始逐一试探和调查。

## 角色
| 演員        | 角色           | 香港配音 | 備註                                           |
| 范冰冰      | 米雪(Michelle) | 鄭麗麗   | 广告公司创意总监，32岁，养有一只猫，整日爱幻想 |
| 李治廷      | 张童宇(Tony)   | 黃啟昌   | 米雪的助理及追求者，26岁                       |
| 丹尼尔·亨利 | 周毕安(Bill)   | 麥皓豐   | 广告公司老板，米雪上司及夢中情人               |
| 黎明        | 陆大虎         | 蘇強文   | 米雪的追求者                                   |
| 蒋劲夫      | 林智博         | 李凱傑   | 林薇薇的儿子，米雪的干儿子                     |
| 吴佩慈      | 林薇薇         | 魏惠娥   | 米雪的闺蜜                                     |
| 徐峥        | 何峰峰         | 馮錦堂   | 婦科醫生，米雪小学同学                         |
| 倪虹洁      | 鄭海蒂(Heidi)  | 吳羨婷   | 米雪同事                                       |
| 刘维        | 吉吉           | 曹啟謙   | 米雪同事                                       |
| 金依萌      | 周毕安前妻     |          |                                                |
| 黃一飛      | 高美美的教練   | 黃子敬   |                                                |

## 创作
根据金导演介绍，因为她不想重复再去做一个类似于《非常完美》一样的一个小女孩的爱情故事，于是决定写一个熟女的爱情和人生，就想到了一个女人突然怀孕了、而且还不知道孩子爹是谁这样的喜剧故事。
影片于2012年10月至12月在北京、天津和马来西亚槟城取景拍摄，为了完美的拍摄效果，剧组在北京专门搭建了近2000平米的时尚现代场景。
电影同名主题曲《一夜惊喜》由范冰冰作词、李治廷作曲、雷颂德编曲和监制，这是范冰冰首次填词作品，MV由范冰冰和李治廷联袂出演。

## 评价
好评有：都市白领、感情纠葛等轻喜剧元素，以及美女与帅哥的浪漫情事，符合小女生们的爱好；范冰冰卖萌或搞怪的表演，都很具养眼效果。差评有：剧情套路类似1988年的香港喜剧片《最佳女婿》，并不新鲜；剧情发展太过理想，不符合现实；打工仔張童宇竟然住山景房，老板周毕安的人物性格过于单一化都是剧情上的漏洞；女主角太过美艳让女生觉得代入感不强，让人心生“难以接近感”。

## 票房
中国首日票房1200万，首周三天收获4600万人民币名列第四位。次周末收获9800万列第三，10天累计1.44亿。第三周收2470万列第六，累计1.687亿。最终成绩为1.72亿。

## 奖项
| 頒獎典禮               | 獎項         | 名單   | 結果 |
| ---------------------- | ------------ | ------ | ---- |
| 2014年华语电影传媒大奖 | 最受瞩目表现 | 李治廷 | 獲獎 |